# Championnat de Suisse de hockey sur glace 1908-1909
Saison suivante
La saison 1908-1909 est la 1re saison du championnat de Suisse de hockey sur glace,.

## Matchs disputés
- Janvier 1909
  - Leysin SC - Genève HC 1-5
  - CP Lausanne - HC La Villa Lausanne 4-5 a.p.
  - HC Les Avants - CP Lausanne 0-0
  - HC Les Avants - Leysin SC 3-0
  - 24 janvier 1909 HC Les Avants - Genève HC 1-2
  - 31 janvier 1909 Genève HC - HC La Villa Lausanne 2-7[3]
- Février 1909
  - Lausanne - Genève HC 3-0
  - 20 février 1909 HC Bellerive Vevey - Leysin SC 16-0
  - 20 février 1909 HC Bellerive Vevey - CP Lausanne 7-2
  - 20 février 1909 Lausanne - Leysin SC 10-2

## Classement
| Clt   | Équipe               | PJ | V | D | N | BP | BC | Pts |
| ----- | -------------------- | -- | - | - | - | -- | -- | --- |
| +001, | HC Bellerive Vevey   | 7  | 7 | 0 | 0 | 63 | 13 | 14  |
| +002, | HC La Villa Lausanne | 7  | 5 | 2 | 0 | ?  | ?  | 10  |
| +003, | CP Lausanne          | 5  | 3 | 1 | 1 | 19 | 14 | 7   |
| +004, | HC Les Avants        | 7  | 2 | 4 | 1 | ?  | ?  | 5   |
| +005, | Genève HC            | 5  | 2 | 3 | 0 | ?  | ?  | 4   |
| +006, | HC Caux              | 3  | 1 | 2 | 0 | ?  | ?  | 2   |
| +007, | Leysin SC            | 3  | 0 | 3 | 0 | 3  | 18 | 0   |
| +008, | Villars HC           | 5  | 0 | 5 | 0 | ?  | ?  | 0   |

- En gras : champion de Suisse

Le HC Bellerive Vevey est le premier champion de Suisse de hockey sur glace. Il termine invaincu, inscrivant 63 buts et n'en concédant que 13. Les matchs se jouant sur des étangs gelés, les conditions ne permettent pas à chaque équipe de disputer le même nombre de matchs.